# توریتسه
توریتسه (به لاتین: Tuřice) یک منطقهٔ مسکونی در جمهوری چک است که در شهرستان ملادا بولسلاو واقع شده‌است. توریتسه ۴٫۸۳ کیلومتر مربع مساحت و ۲۵۱ نفر جمعیت دارد و ۱۹۰ متر بالاتر از سطح دریا واقع شده‌است.